# Saskia Bartusiak
Saskia Bartusiak (Francoforte sul Meno, 9 settembre 1982) è un'ex calciatrice tedesca, di ruolo difensore; per più di dieci ha giocato nell'1. FFC Francoforte, del quale dal settembre 2015 è stata anche capitano.
Il 16 agosto 2016, nella semifinale del torneo di calcio femminine delle Olimpiadi di Rio 2016, ha giocato la sua partita numero 100 con la maglia della nazionale tedesca, la ventiduesima giocatrice tedesca a raggiungere questo traguardo in carriera.

## Palmarès

### Club
- Campionato tedesco: 2

1. FFC Francoforte: 2006-2007, 2007-2008
- Coppa di Germania: 4

1. FFC Francoforte: 2006-2007, 2007-2008, 2010-2011, 2013-2014
- UEFA Women's Cup: 2

1. FFC Francoforte: 2005-2006, 2007-2008
- UEFA Women's Champions League: 1

1. FFC Francoforte: 2014-2015

### Nazionale
- Campionato mondiale femminile di calcio: 1

Cina 2007
- Campionato europeo femminile di calcio: 2

Finlandia 2009, Svezia 2013
- Algarve Cup: 1

2012
- Campionato europeo femminile Under 18 di calcio: 1

2000
- Bronzo olimpico: 1

Pechino 2008
- Oro olimpico: 1

Rio de Janeiro 2016

### Individuale
- All Star Team: 2

Campionato mondiale femminile di calcio 2011
Campionato europeo femminile di calcio 2013